# Wilhelm von Pfaff

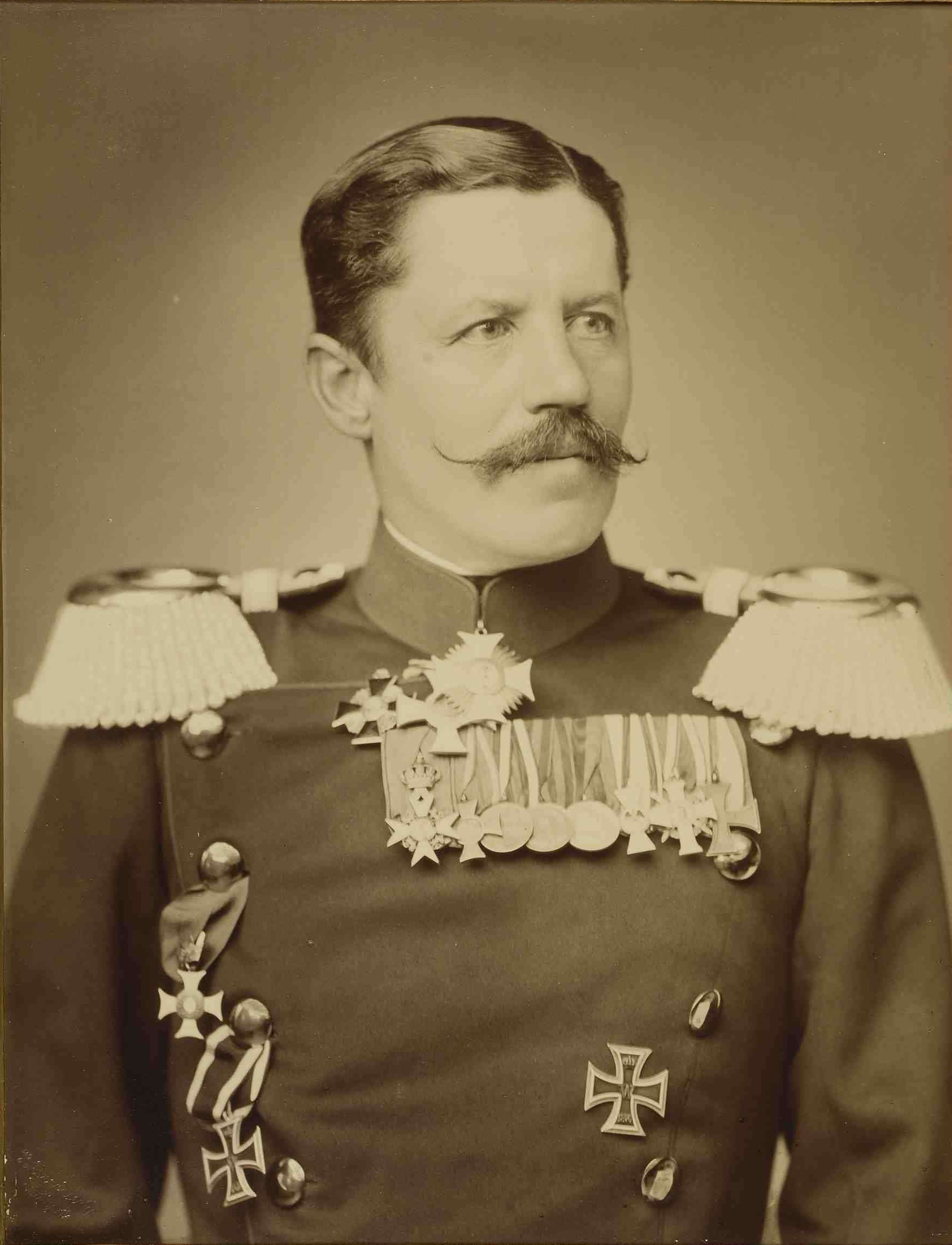
Wilhelm von Pfaff als Kommandeur des Grenadier-Regiments „Königin Olga“ (1. Württembergisches) Nr. 119 ca. 1889.

Wilhelm Christoph Pfaff, seit 1870 von Pfaff (* 4. Januar 1840 in Ulm; † 22. September 1919 in Charlottenburg) war ein württembergischer General der Infanterie.

## Leben
Pfaff war der Sohn eines Geheimen Rates. Nach dem Besuch des Gymnasiums in Stuttgart absolvierte er ab Mitte Oktober 1856 die Kriegsschule Ludwigsburg und wurde anschließend als Leutnant in der Artillerie-Brigade der Württembergischen Armee angestellt. Vom 13. Oktober 1863 bis zum 14. Oktober 1864 war er zur Teilnahme am höheren militärwissenschaftlichen Kursus des Generalquartiermeisterstabes kommandiert. Im Oktober 1864 zum Oberleutnant befördert, nahm Pfaff 1866 während des Krieges gegen Preußen am Gefecht bei Tauberbischofsheim teil.
Nach dem verlorenen Krieg gehörte er ab Mitte November 1866 der taktischen Abteilung des Generalquartiermeisterstabes an und wurde zur weiteren Ausbildung am 30. September 1868 auf ein Jahr zum Großen Generalstab der Preußischen Armee nach Berlin kommandiert. Mitte November 1869 rückte Pfaff zum Hauptmann auf. In seiner Stabsstellung nahm er 1870/71 im Krieg gegen Frankreich an den Schlachten bei Wörth, Sedan und Villiers sowie der Einschließung und Belagerung von Paris teil. Neben beiden Klassen des Eisernen Kreuzes erhielt Pfaff am 28. Dezember 1870 das Ritterkreuz des Militärverdienstordens. Damit verbunden war die Erhebung in den persönlichen, nicht vererbbaren württembergischen Adelsstand und er durfte ab diesem Zeitpunkt das Prädikat „von“ in seinem Namen tragen.
Nach dem Friedensschluss war Pfaff ab Mitte September 1871 auf ein Jahr zur Dienstleistung beim 2. Garde-Regiment zu Fuß der Preußischen Armee kommandiert und wurde Mitte Dezember dem Generalstab aggregiert. Mit der Ernennung zum Kompaniechef im 8. Infanterie-Regiment Nr. 126 trat er am 16. Oktober 1872 in den Truppendienst zurück. Unter gleichzeitiger Versetzung in den Generalstab wurde er am 13. April 1874 wieder zum Großen Generalstab der Preußischen Armee kommandiert. Dort avancierte Pfaff Ende Juli 1875 zum Major. Ab 23. November 1878 erfolgte seine Verwendung als Generalstabsoffizier beim Generalkommando des XIII. (Königlich Württembergisches) Armee-Korps. Pfaff wurde am 21. September 1882 Oberstleutnant und Anfang August 1883 in das Infanterie-Regiment „Kaiser Friedrich, König von Preußen“ (7. Württembergisches) Nr. 125 versetzt. Hier diente er zunächst als Bataillonskommandeur und stieg Mitte Dezember 1883 zum etatmäßigen Stabsoffizier auf.
Unter Stellung à la suite des Generalstabes wurde Pfaff am 22. April 1884 zwecks Verwendung als Chef des Generalstabes des VI. Armee-Korps nach Preußen kommandiert und am 28. Juli 1886 zum Oberst befördert. Unter Entbindung von seinem Kommando war er vom 25. Juli 1888 bis zum 15. August 1889 Kommandeur des Grenadier-Regiments „Königin Olga“ (1. Württembergisches) Nr. 119. Anschließend mit der Beförderung zum Generalmajor erneut nach Preußen kommandiert, fungierte er als Kommandeur der in Hannover stationierten 39. Infanterie-Brigade. In gleicher Eigenschaft war Pfaff ab dem 24. November 1890 bei der 51. Infanterie-Brigade (1. Königlich Württembergische) in seiner Heimat tätig, bevor er am 27. Mai 1892 unter Versetzung zu den Offizieren à la suite der Armee wieder nach Preußen kommandiert wurde. Hier war er zunächst mit der Führung der 6. Division in Brandenburg an der Havel beauftragt, bevor man ihn am 28. Juli mit der Beförderung zum Generalleutnant das Kommando übergab. In dieser Eigenschaft erhielt er im Januar 1894 die Erlaubnis zur Annahme des Sterns zum Roten Adlerordens II. Klasse. Unter Enthebung von seinem Kommando nach Preußen wurde Pfaff am 2. April 1895 zum Kommandeur der 27. Division (2. Königlich Württembergische) ernannt. König Wilhelm II. würdigte ihn am 31. Mai 1895 durch die Verleihung des Kommentur seines Militärverdienstordens. In Genehmigung seines Abschiedsgesuches wurde Pfaff am 24. Januar 1897 unter Verleihung des Charakters als General der Infanterie mit Pension zur Disposition gestellt.
Er ließ sich in Charlottenburg nieder und lebte in der Augsburger Straße 41.
Pfaff heiratete am 18. Februar 1873 Karoline Hübner, Tochter des Statistikers und Volkswirts Dr. Otto Hübner (1818–1877) und Ottilie Pfaff.